# Tapajós
De Tapajós (Portugees: Rio Tapajós) is een Braziliaanse rivier die ontstaat bij Barra de São Manoel in de staat Mato Grosso door het samenvloeien van de Juruena met de Teles Pires. Na de staat Mato Grosso stroomt ze in de staat Pará en mondt ze bij Santarém uit in de Amazone.